# Born–Oppenheimer-approximationen
Born–Oppenheimer-approximationen, (BO), är en approximation inom kvantmekaniken som innebär att atomkärnornas och elektronernas rörelse i till exempel en molekyl eller ett fast material kan separeras från varandra. Approximationen är uppkallad efter den tyske fysikern Max Born och den amerikanske fysikern Robert Oppenheimer. I matematiska termer innebär approximationen att vågfunktionen för ett kvantsystem kan separeras i två delar; en som beskriver elektronernas rörelse och en som beskriver atomkärnornas rörelse.

## Beskrivning
Born-Oppenheimer-approximationen grundas i den stora masskillnaden mellan elektroner och atomkärnor, vilket bidrar till olika tidsskalor av dess rörelse. Om samma kinetiska energi antas given, så kommer kärnan att förflyttas mycket långsammare än elektronerna. En partikels kinetiska energi beskrivs vanligtvis av {\displaystyle T=p^{2}/(2m)}, där {\displaystyle p} är partikelns rörelsemängden och {\displaystyle m} dess massa. Vilket i fallet för elektroner och kärnor, då {\displaystyle m_{n}>>m_{e}}, implicerar att {\displaystyle p^{2}/(2m_{n})<<p^{2}/(2m_{e})}.
Approximationen tillåter den kompletta vågfunktionen att skrivas som en produkt av elektronernas vågfunktion och kärnornas vågfunktion, det vill säga {\displaystyle \Psi _{total}=\Psi _{elektroner}\Psi _{k{\ddot {a}}rnor}}. Detta bidrar till att Hamiltonoperatorn kan separeras i elektron- och kärntermer, där blandtermer av elektroner och kärnor försummas. I denna Hamiltonoperator så är kärnornas position inte längre en variabel, utan betraktas som konstant. Den potentiella energin mellan kärnor och elektroner, det vill säga Coulombpotentialen, är dock inte försummad. Elektronerna påverkas av de statiskt approximerade kärnorna, vilket brukar kallas "clamped-nuclei-approximationen", som är den initiala delen av BO-approximationen. 
Detta innebär att kärnornas kinetiska energi {\displaystyle T_{n}} kan avses från den totala Hamiltonianen. Den resterande Hamiltonoperatorn skrivs därmed som {\displaystyle H_{e}}, det vill säga  elektronernas Hamiltonoperator. Elektronernas Schrödingerekvation får därmed följande utseende
{\displaystyle H_{e}(r,R)\Phi (r,R)=E_{e}\Phi (r,R)},
där {\displaystyle r} är elektronernas koordinater och {\displaystyle R} kärnornas. Egenvärdet av elektronenergin {\displaystyle E_{e}} beror på kärnornas statiska position {\displaystyle R}. Dessa positioner, {\displaystyle R}, varieras i tillräckligt små steg för att sedan återigen lösa Schrödingerekvation för elektronerna och bestämma sambandet mellan {\displaystyle E_{e}} och {\displaystyle R}, det vill säga {\displaystyle E_{e}(R)}. Detta låter en beskriva den potentiella energin i ett system som funktion av kärnornas position, vilket brukar refereras till som en "potential-energy surface" (PES). Det beskrivna sättet att uppnå en PES på kallas vanligtvis den adiabatiska approximationen.
Den andra delen av BO-approximationen är kärnornas kinetiska energi {\displaystyle T_{n}} återintroducerad och Schrödingerekvationen för kärnornas rörelsemängd är löst {\displaystyle [T_{n}+E_{e}(R)]\chi (R)=E\chi (R)}. Den andra delen av approximationen involverar separationen av vibration, translation och rotationsrörelser. Detta löses vanligtvis genom appliceringen av Eckart conditions. Egenvärdet {\displaystyle E} är molekylens totala energi, där elektronernas rörelse, kärnornas inbördes vibrationer samt molekylens rotation och translation är inkluderad.